# Meissen
Meissen (nemško Meißen, [ˈmaɪsn̩]; gornjelužiškosrbsko Mišno; češko Míšeň, latinsko Misnia, Misena), je mesto s približno 30.000 prebivalci približno 25 km severozahodno od Dresdna na obeh bregovih reke Labe v Svobodni deželi Saški v vzhodni Nemčiji. Meissen je dom gradu Albrechtsburg, gotske meissenske stolnice in cerkve Naše Gospe.
Mesto Meissen je mednarodno znano po proizvodnji meissenskega porcelana, ki je bil prvi evropski porcelan, ki so ga proizvajali od leta 1708. Ime mesta z dvojnim s (»Meissen«) je registrirana blagovna znamka Državne manufakture porcelana Meissen.

## Zgodovina
Zraslo je iz zgodnje zahodnoslovanske naselbine Miśni, naseljene z Glomati, polabskimi Slovani, in ga je kot nemško mesto ustanovil kralj Henrik I. Nemški leta 929. Leta 968 je bila ustanovljena škofija Meissen in mesto je postalo škofovski sedež. Katoliška škofija je bila ukinjena leta 1581 s sprejetjem reformacijskega gibanja, a ponovno ustanovljeno leta 1921 s sedežem najprej v Bautzenu, danes pa v katoliški glavni cerkvi v Dresdnu.
Leta 965 je bila ustanovljena mejna grofija Meissen, mejna marka Svetega rimskega cesarstva, z glavnim mestom Meissen. Meissen, ki je bil leta 1000 tržno mesto, je leta 1002 pod Boleslavom I. Hrabrim prešel v vojvodino Poljsko, nekaj mesecev kasneje v roke Henrika II., leta 1089 pa v roke Wettincev. Leta 1015 so Meissen oblegali Poljaki pod vodstvom bodočega kralja Mješka II..
Leta 1241 je bilo mesto napadeno med mongolskimi osvajanji. Majhne mongolske sile pod vodstvom Orda Kana so premagale meissenske branilce in uničile velik del mesta. Mongoli so se po smrti Ögedej Kana umaknili iz Nemčije in tako regiji prihranili nadaljnje uničenje.
Mesto je bilo v ospredju nemške vzhodne kolonizacija ali intenzivne nemške poselitve podeželskih slovanskih dežel vzhodno od Labe, prejem mestnih pravic pa sega v leto 1332.
Gradnja stolnice v Meissnu se je začela leta 1260 na istem griču kot grad Albrechtsburg. Zaradi pomanjkanja prostora je bila stolnica ena najmanjših v Evropi. Cerkev je znana tudi kot eden najčistejših primerov gotske arhitekture.
Leta 1423 je Meissen postal glavno mesto volilne kneževine Saške. Leta 1464 so prestolnico preselili v Dresden.
Leta 1759 so Avstrijci v bitki pri Meissnu premagali Pruse.
Med drugo svetovno vojno je bil v Meissnu oddelek koncentracijskega taborišča Flossenbürg.
Meissen je služil kot pomembno mesto verskega dialoga leta 1988, ko je bil v mestu podpisan sporazum o medsebojnem priznavanju med nemško evangeličansko cerkvijo (tako vzhodnonemško kot zahodnonemško) in anglikansko cerkvijo.

## Porcelan
Meissen je znan po proizvodnji porcelana, ki temelji na obsežnih lokalnih nahajališčih porcelanske gline (kaolin) in lončarske gline (lončarska zemlja). Meissenski porcelan je bil prvi visokokakovosten porcelan, ki je bil proizveden zunaj Kitajske.
Prvi evropski porcelan je bil izdelan v Meissnu leta 1710, ko je bila z dekretom kralja Avgusta II. v Albrechtsburgu odprta kraljevo-poljska in volilno-saška tovarna porcelana. Leta 1861 so jo preselili v dolino reke Triebisch v Meissen, kjer je tovarna porcelana še danes. Poleg porcelana v mestu izdelujejo tudi drugo keramiko. Na ulicah starega mesta so postavljene številne trgovine s porcelanom, ki pogosto prodajajo starinski meissenski porcelan in včasih ponujajo popravilo polomljenega porcelana. V Meissnu in okolici je več nekdanjih slikarjev proizvajalcev postavilo delavnice za slikanje porcelana in galerije s svojimi umetninami iz porcelana.

## Glavne znamenitosti
Albrechtsburg, nekdanja rezidenca hiše Wettin, velja za prvi grad, ki je bil uporabljen kot kraljeva rezidenca v nemško govorečem svetu. Zgrajen je bil med letoma 1472 in 1525 in je lep primer poznega gotskega sloga. V 19. stoletju je bil preurejen z vrsto fresk, ki prikazujejo saško zgodovino. Danes je grad preurejen v muzej. V bližini je gotska Meissenska stolnica (Meißner Dom) iz 13. stoletja, katere kapela je eno najbolj znanih grobišč družine Wettin. Hrib, na katerem sta zgrajena grad in stolnica, ponuja razgled na strehe starega mestnega jedra.
Zgodovinsko okrožje Meissen je večinoma okoli trga ob vznožju grajskega griča. Vsebuje številne stavbe renesančne arhitekture. Veličasten je tudi pogled s 57 metrov visokega stolpa cerkve Naše Gospe, ki stoji na starem trgu. Ta cerkev, ki je ne smemo zamenjevati z dresdensko cerkvijo Naše Gospe, je bila prvič omenjena v listini iz leta 1205, ki jo je izdal škof Dietrich II. Po požaru okoli leta 1450 je bila ponovno zgrajena v poznogotskem slogu dvoranske cerkve. V njenem stolpu je prvi kariljon iz porcelana na svetu, izdelan leta 1929 ob 1000-letnici mesta. Druga priljubljena turistična znamenitost je svetovno znana tovarna porcelana Meissen.
Od pomladi do jeseni se v Meissnu odvija več festivalov, kot sta lončarska tržnica ali Weinfest, ki praznuje vinsko letino. Meissensko vino pridelujejo v vinogradih v dolini reke Labe (Elbtal) v okolici mesta, ki je del saške vinske regije, ene najsevernejših v Evropi.
- Stolnica
- Hohlweg od mostu do gradu Meissen
- Porcelanasti zvonovi v Frauenkirche
- Pogled čez strehe mesta Meissen do cerkve sv. Afre
- Meissen, fotografija iz zraka (2017)